# Galangina
Galangina – organiczny związek chemiczny należący do grupy flawonoli, będących podgrupą flawonoidów.

## Występowanie
Galangina w dużych ilościach występuje w alpinii lekarskiej. Można ją znaleźć również w kłączach galangalu (alpinia galgant) i kicie pszczelim.

## Właściwości lecznicze
Galangina wykazuje właściwości antyoksydacyjne. Wykazuje również spowolnienie wzrostu i rozwoju komórek raka sutka.